# 天和 (北周)
天和（566年正月—572年三月）是北周武帝宇文邕的年号，由大冢宰宇文護控制朝政。歷時6年餘。

## 纪年
| 天和 | 元年  | 二年  | 三年  | 四年  | 五年  | 六年  | 七年  |
| ---- | ----- | ----- | ----- | ----- | ----- | ----- | ----- |
| 公元 | 566年 | 567年 | 568年 | 569年 | 570年 | 571年 | 572年 |
| 干支 | 丙戌  | 丁亥  | 戊子  | 己丑  | 庚寅  | 辛卯  | 壬辰  |

## 參看
- 中国年号列表
- 同期存在的其他政权年号
  - 天保（562年二月—585年十二月）：西梁政權梁明帝萧岿的年号
  - 天嘉（560年正月—566年二月）：南朝陈政權陈文帝陈蒨的年号
  - 天康（566年二月—十二月）：南朝陈政權陳文帝陈蒨的年号
  - 光大（567年正月—568年十二月）：南朝陈政權陳廢帝陳伯宗的年号
  - 太建（569年正月—582年十二月）：南朝陈政權陈宣帝陈顼的年号
  - 天统（565年四月—569年十二月）：北齊政权齐后主高纬年号
  - 武平（570年正月—576年十二月）：北齊政权齊後主高纬年号
  - 延昌（561年—601年）：高昌政权麴乾固年号
  - 開國（551年—568年）：新羅真興王之年號
  - 大昌（568年—572年）：新羅真興王之年號